# Giornata internazionale del libro per bambini
La giornata internazionale del libro per bambini  è una giornata internazionale istituita per incoraggiare il piacere della lettura, in particolare nei bambini, e valorizzare maggiormente l'interesse verso la letteratura per l'infanzia.
La ricorrenza viene celebrata ogni anno, dal 1967,  il 2 aprile, data scelta in quanto coincide con il giorno del compleanno del poeta e scrittore danese Hans Christian Andersen, autore delle celebri Fiabe note in tutto il mondo e tradotte in più di 80 lingue.
La giornata è stata istituita dal Consiglio internazionale per i giovani (IBBY).
Nel contesto della letteratura per l'infanzia, nel 1956 è stato istituito il premio Hans Christian Andersen, per gli autori che si sono fatti maggiormente apprezzare verso una letteratura giovanile.